# Henrysin (powiat sokołowski)
Henrysin – wieś w Polsce położona w województwie mazowieckim, w powiecie sokołowskim, w gminie Kosów Lacki. Ma status sołectwa.
W latach 1975–1998 miejscowość należała administracyjnie do województwa siedleckiego.
Wierni wyznania Rzymsko-katolickiego zamieszkali w miejscowości należą do parafii Kosów Lacki.